# JVC
La Victor Company of Japan (日本ビクター株式会社?, Nippon Bikutā Kabushiki-gaisha), comunemente abbreviata in JVC, è un'azienda giapponese di elettronica di consumo, fondata a Yokohama nel 1927, facente parte del gruppo industriale JVC Kenwood.
In Giappone viene commercializzata con il nome Victor-JVC, mentre nel resto del mondo è conosciuta con il marchio JVC (Japan Victor Company).

## Storia

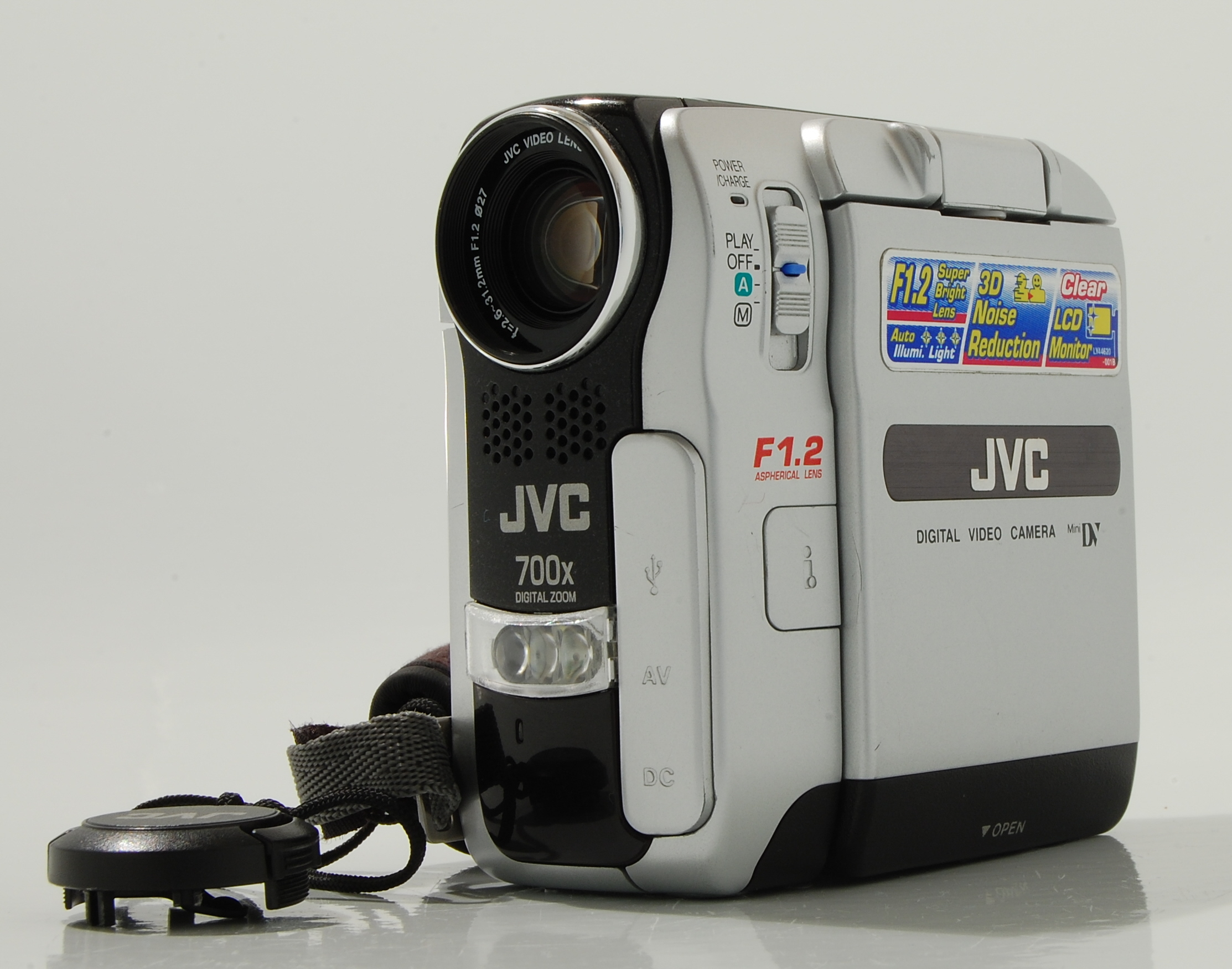
JVC GR-DX57EK

La JVC fu fondata nel 1927 sotto il nome di The Victor Talking Machine Company of Japan, Ltd, come filiale della compagnia statunitense di fonografia e registrazione Victor Talking Machine Company. Nel 1929, la proprietà maggioritaria fu trasferita alla RCA-Victor.
Panasonic ha controllato il marchio dal 1954 fino al 2008 permettendone in seguito la fusione con un'altra nota azienda giapponese di elettronica, la Kenwood. Dal 1º ottobre 2008 l'azienda si è fusa con la Kenwood Corporation dando vita alla JVC Kenwood Holdings, Inc. Panasonic ha mantenuto circa il 19% della JVC Kenwood fino al 2011, anno in cui ha deciso di vendere le proprie azioni e distaccarsi definitivamente, dopo ben 58 anni, da JVC. Nel 2011 la Kenwood Holdings, Inc. ha cambiato il proprio nome in JVCKENWOOD Corporation fondendo assieme le tre sussidiarie: Victor Company of Japan Limited, Kenwood Corporation e J&K Car Electronics Corporation.

## Attività e prodotti

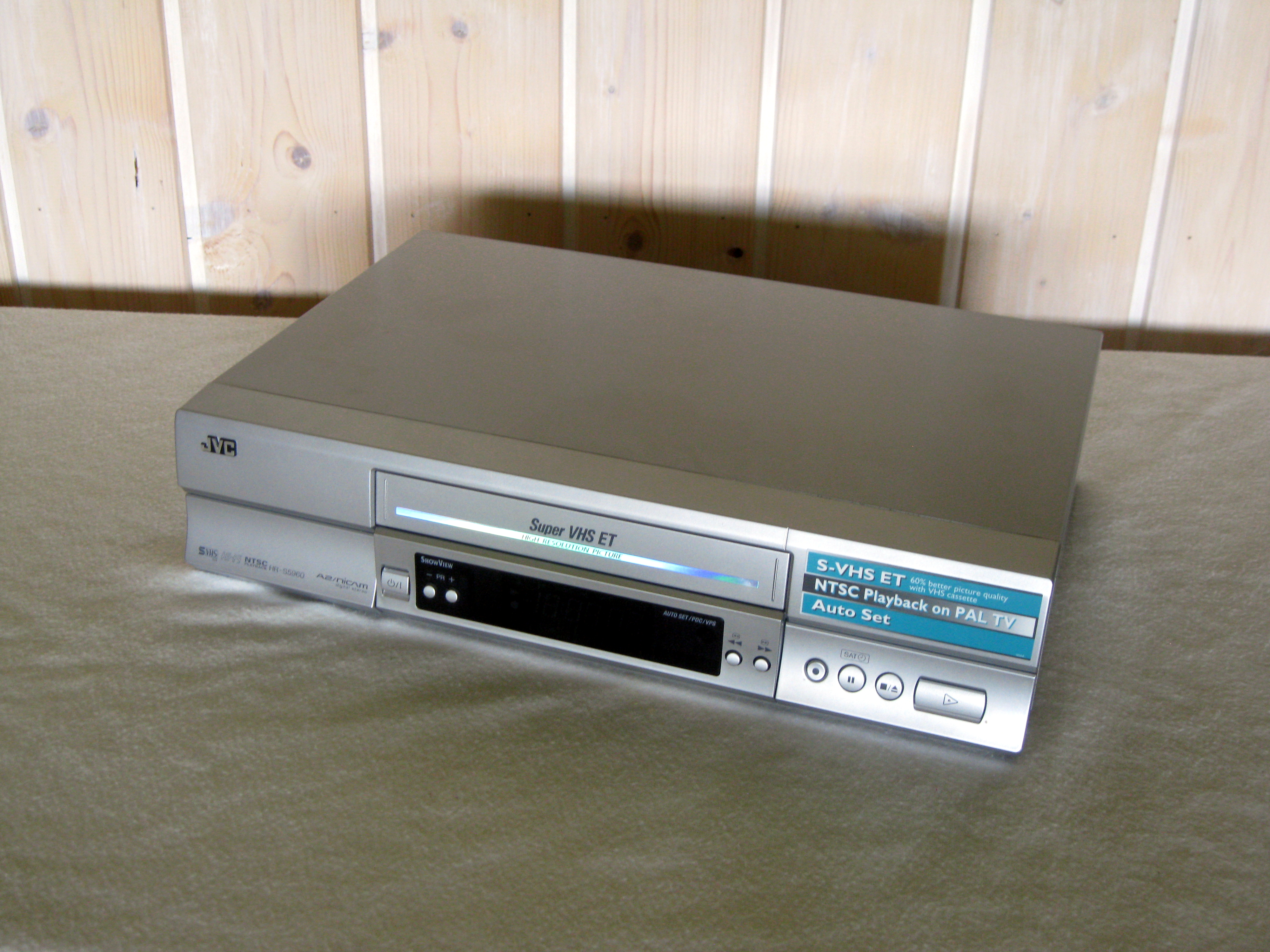
Videoregistratore JVC

JVC è famosa per aver immesso sul mercato lo standard del VHS.
Ha prodotto storicamente dispositivi per il mercato dell'elettronica di consumo nei settori audio e video (come, DVD, Hi-fi, televisori, videoregistratori) interrompendo nel 2011 gran parte della produzione di tali elettrodomestici focalizzandosi quasi esclusivamente al settore dei propri pluripremiati videoproiettori con tecnologia proprietaria D-ila e per la sua gamma di prodotti per il mercato professionale (produzione televisiva).
JVC è anche nota per essere stata sponsor dei Campionati del mondo di calcio dal 1982 al 2002 e dei Campionati europei di calcio dal 1980 al 2008, e della squadra di calcio dell'Arsenal. È inoltre stata sponsor della scuderia di Formula 1 Minardi.